# Sudaria jacobsoni
Sudaria jacobsoni is een hooiwagen uit de familie Assamiidae.